# Antony Huchette
Antony Huchette est un auteur de bande dessinée et dessinateur de presse français.

## Biographie
Après une enfance dans la banlieue de Lille, il part à Paris où il travaille quelques mois dans le studio d’animation AAA de Jacques Rouxel. Il étudie l’animation aux arts décoratifs, ce qui le conduira à travailler avec Blutch sur le film Peur(s) du noir. Il collabore occasionnellement au journal Charlie Hebdo.

## Albums
- La marée haute, scénario et dessins d'Antony Huchette (6 Pieds Sous Terre coll. « Plantigrade », 2008)  (ISBN 978-2-352-12042-1)
- Brooklyn Quesadillas[5], scénario et dessins d'Antony Huchette (Cornélius coll. « Pierre », 2013)  (ISBN 978-2-360-81059-8)